# Бадфол д'Ан
Бадфол д'Ан (фр. Badefols-d'Ans) насеље је и општина у југозападној Француској у региону Аквитанија, у департману Дордоња која припада префектури Периже.
По подацима из 2011. године у општини је живело 462 становника, а густина насељености је износила 25,19 становника/km². Општина се простире на површини од 18,34 km². Налази се на средњој надморској висини од 293 метара (максималној 348 m, а минималној 165 m).

## Демографија
| 1962. | 1968. | 1975. | 1982. | 1990. | 1999. | 2011. |
| ----- | ----- | ----- | ----- | ----- | ----- | ----- |
| 523   | 545   | 518   | 511   | 451   | 457   | 462   |

График промене броја становника у току последњих година